# 아니 지라르도
아니 지라르도(프랑스어: Annie Girardot, 1931년 10월 25일 ~ 2011년 2월 28일)은 프랑스의 배우였다. 루키노 비스콘티 감독의 《로코와 그 형제들》(1960), 클로드 를루슈 감독의 《리브 포 라이프》(邂逅)(1967) 등에 출연했다. 세자르상을 3회 수상했다.

## 출연 작품
- 매그레 서장 덫을 놓다 (1957)
- 로코와 그 형제들 (1960)
- 스모그 (1962)
- 동지 (1963)
- 다섯 마녀 이야기 (1967)
- 리브 포 라이프 (1967)
- Журналист (The Journalist, 1967)
- 러브 이즈 퍼니 씽 (1969)
- Traitement de choc (1973)
- 재회 (1974)
- La Zizanie (1978)
- 사랑의 코미디 (1989, Comédie d'amour)
- 레 미제라블 (1995)
- 피아니스트 (2001)
- 히든 (2005)